# Крайние точки Европейского союза
Это список из крайних точек Европейского союза — точек, которые севернее, южнее, восточнее или западнее, чем в любом другом месте.

## В Европе
- Север: Нуоргам, Финляндия (70°5’30 с. ш.)
- Юг: Лимассол, Кипр де-юре[1] (34°39' с. ш.) или мыс Гата, Лимассол, Кипр де-факто[1] (34°34' с. ш.).
- Запад: Моншике Иле, Азорские острова, Португалия (31°16’30 з. д.)
- Восток: Ризокарпасо, Кипр де-юре[2] (34°36' в. д.) или мыс Греко, Айя-Напа, Кипр де-факто[2] (34°01' в. д.).

## В том числе за пределами Европы
- Север: Нуоргам, Финляндия
- Юг: Пойнт де Ланжевена, Св. Иосифа, Реюньон,[3] Франция
- Запад: Пуант де Canonniers, Сен-Мартен, Франция
- Восток Пуэнт-де-Каскады, Сент-Роз, Реюньон,[3] Франция

Самая высокая точка: Монблан / Монте Бианко, Франция / Италия

## Материковая Европа
Только включая Европейский континент, то есть материковую часть 23 государств-членов, за исключением островов, таких как Кипр, Мальта, Ирландия или Великобритания.
- Север: Нуоргам, Финляндия
- Юг: Пунта де Тарифе, Испания (36 ° 0 '15 "N)
- Запад: Кабу-да-Рока, Португалия (9 ° 30 'з. д.)
- Восток: Вирмаярви, Финляндия (62.91° N, 31,58° E).